# Frédéric Ier de Saluces
Frédéric Ier de Saluces (en italien Federico Ier di Saluzzo) (né vers 1287 et mort le 29 juin 1336) marquis de Saluces de 1332/1334 à 1336. 

## Origine
Frédéric Ier de Saluces est le fils ainé Manfred IV de Saluces et de sa première épouse Béatrice de Sicile une fille du roi Manfred Ier de Sicile.

## Une souveraineté disputée
Frédéric Ier doit faire face à un puissant parti qui soutient son demi-frère Manfred V de Saluces fils de la seconde épouse de son père Isabella Doria qui avait réussi à le faire désigner en 1323 comme successeur par Manfred IV de Saluces au détriment de son fils ainé. Après une guerre civile et le retrait du vieux Manfred IV qui ne meurt qu'en 1340, Frédéric Ier réussit à finalement s'imposer le 29 décembre 1334 lorsque son père ordonne à ses vassaux de jurer fidélité à son fils ainé, mais il meurt deux ans après le 29 juin 1336 laissant un pouvoir instable à son héritier. Il est inhumé dans l'église des dominicains de Saluces.

## Union et postérité
Frédéric Ier de Saluces épouse en 1303 Marguerite de la Tour du Pin fille du Dauphin Humbert Ier de Viennois et de son épouse Anne de Bourgogne dont deux fils :
- Thomas II de Saluces ;
- Jean de Saluces[1].

Puis en secondes noces le 21 juin 1333 Giacoma di Biandrate, fille de Guglielmo Seigneur de San Giorgio.